# Arco de Santa Ana
El Arco de Santa Ana es una de las puertas de entrada a la ciudad amurallada de Cáceres (España).

## Historia
Desde la época musulmana fue un paso menor de los que se llevaron a cabo en la muralla para acceder a la ciudad intramuros. En 1758 se reformó y se ensanchó para facilitar el paso al interior de la ciudad a través de ella. 
En centro del arco se abre una hornacina en la que se puede apreciar la imagen en piedra de Santa Ana que sostiene al niño Jesús en su regazo, de ahí el nombre tanto del arco en sí, como de la calle que lleva hasta él, la Calle Adarve de Santa Ana. 
Al cruzar el Arco de Santa Ana desde dentro a fuera de la muralla, encontrarás dos caminos. Uno que sale hacia la derecha, y que te llevará a la parte alta de la Plaza de San Juan (Cáceres) y otro que pasa por debajo de la Torre del Postigo. Aunque no quieras salir de la zona amurallada, no debes perderte la zona abovedada que se ha realizado para poder cruzar bajo esta torre. Para muchos se trata de uno de los puntos con más encanto de la zona monumental. 
Desemboca en las escaleras que llevan directamente al foro de los Balbos, a un costado del ayuntamiento en plena plaza Mayor.